# Biografielijst Fr

## Fra

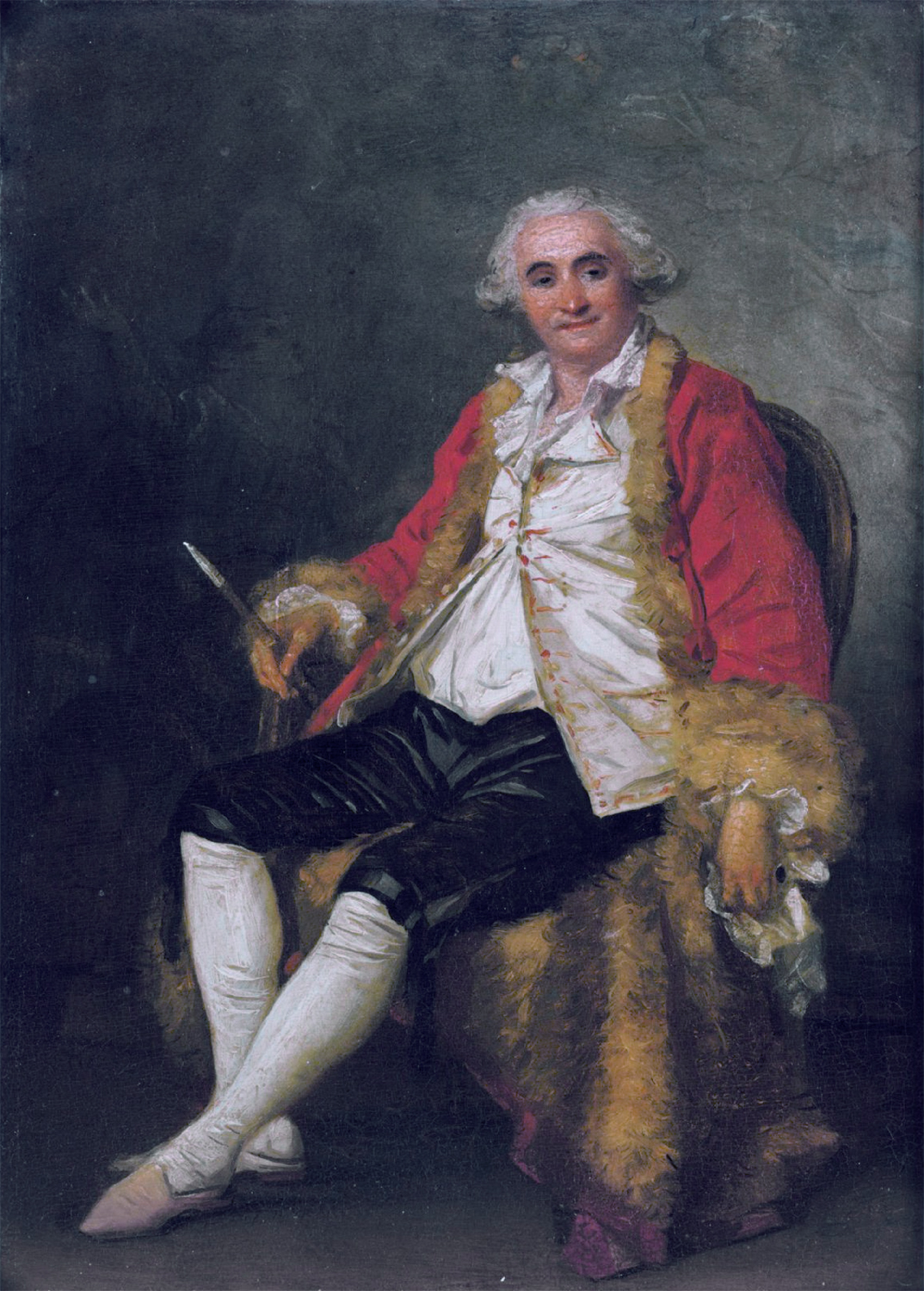
Jean-Honoré Fragonard

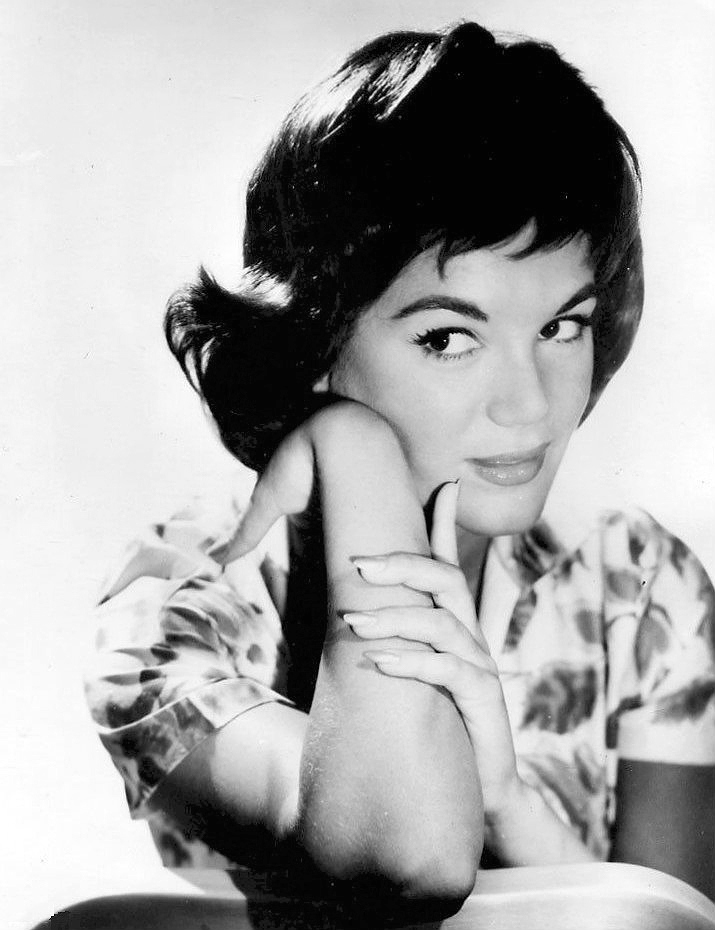
Connie Francis (1961)

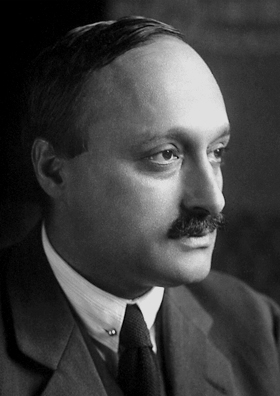
James Franck (1925)

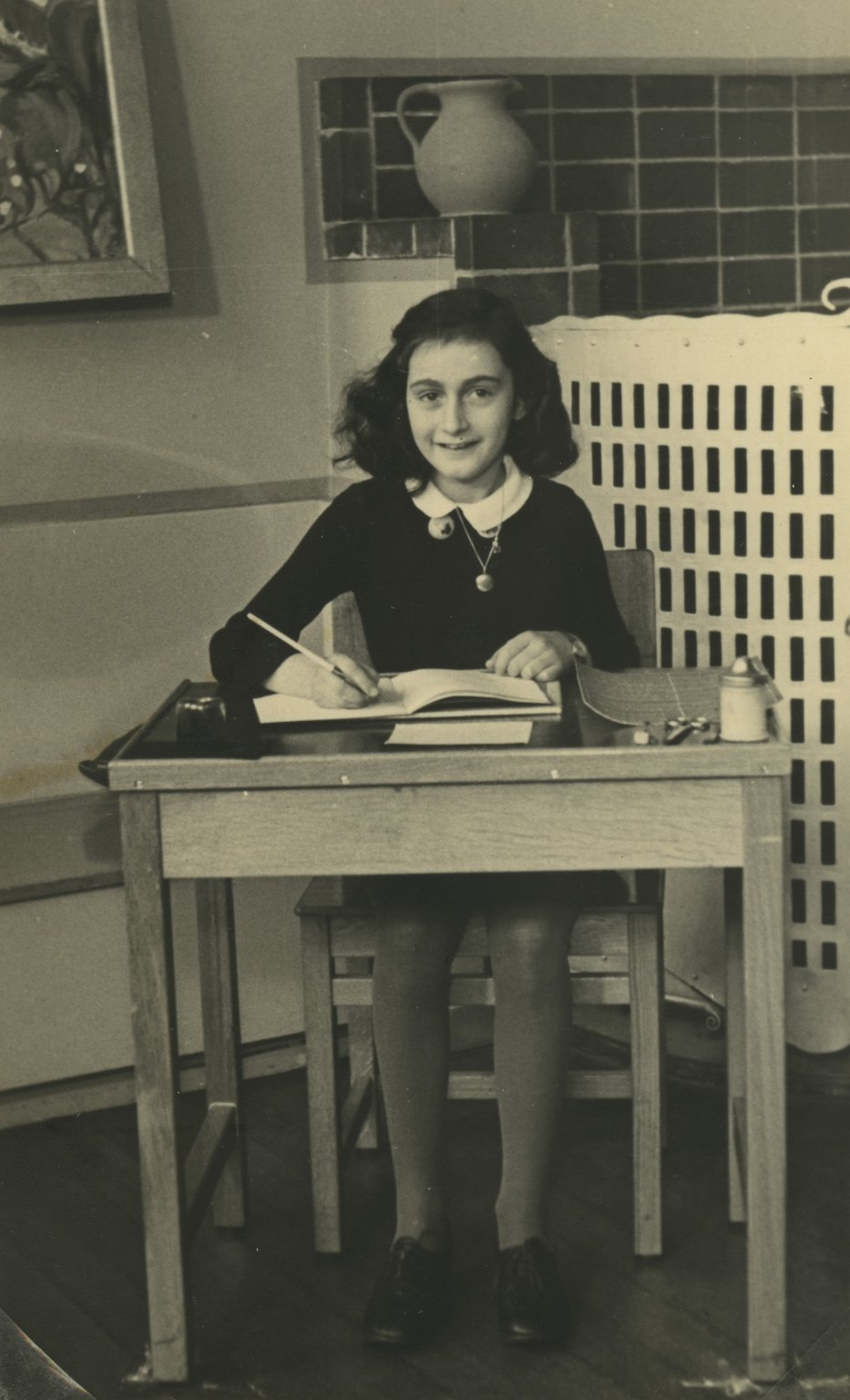
Anne Frank (1940)

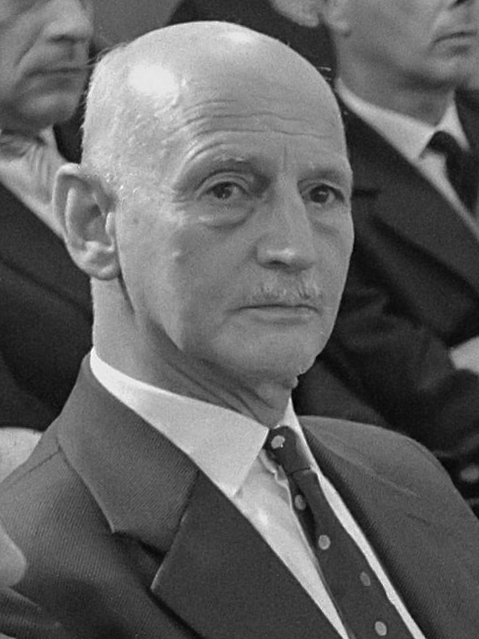
Otto Frank (1961)

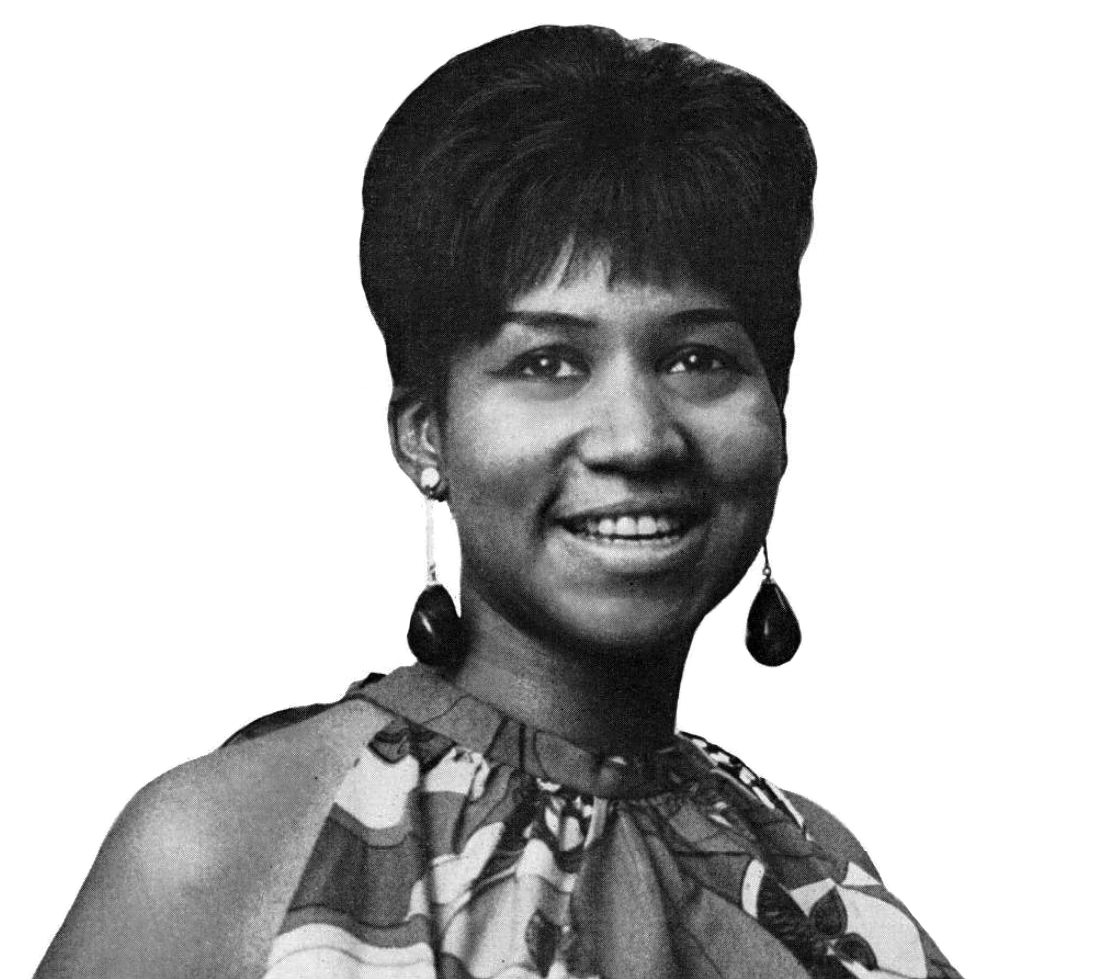
Aretha Franklin (1967)

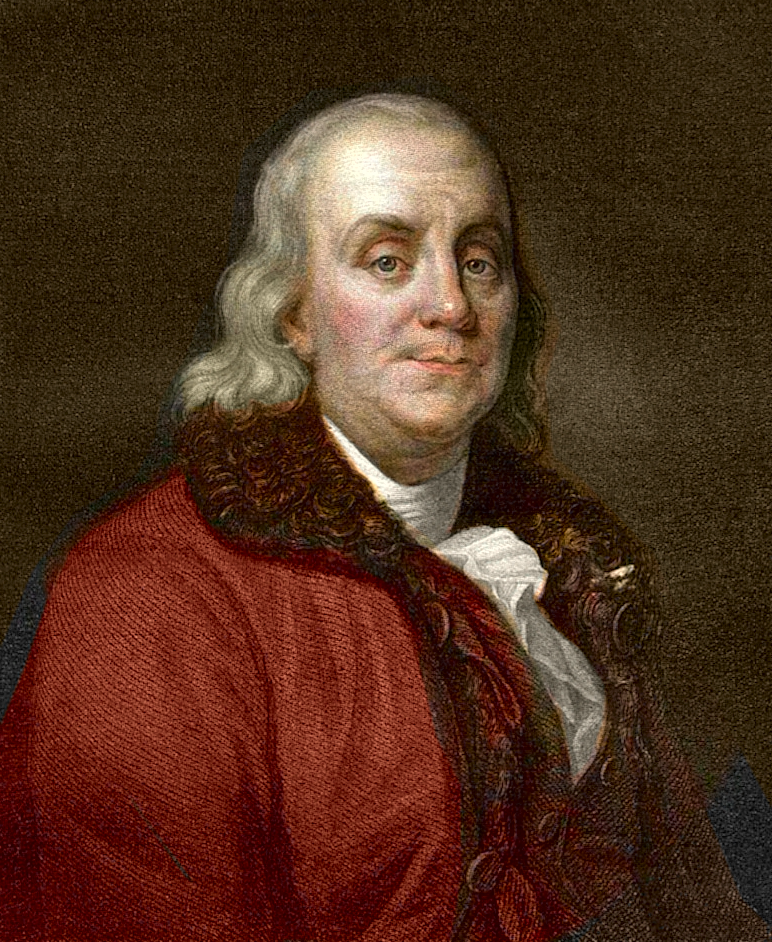
Benjamin Franklin

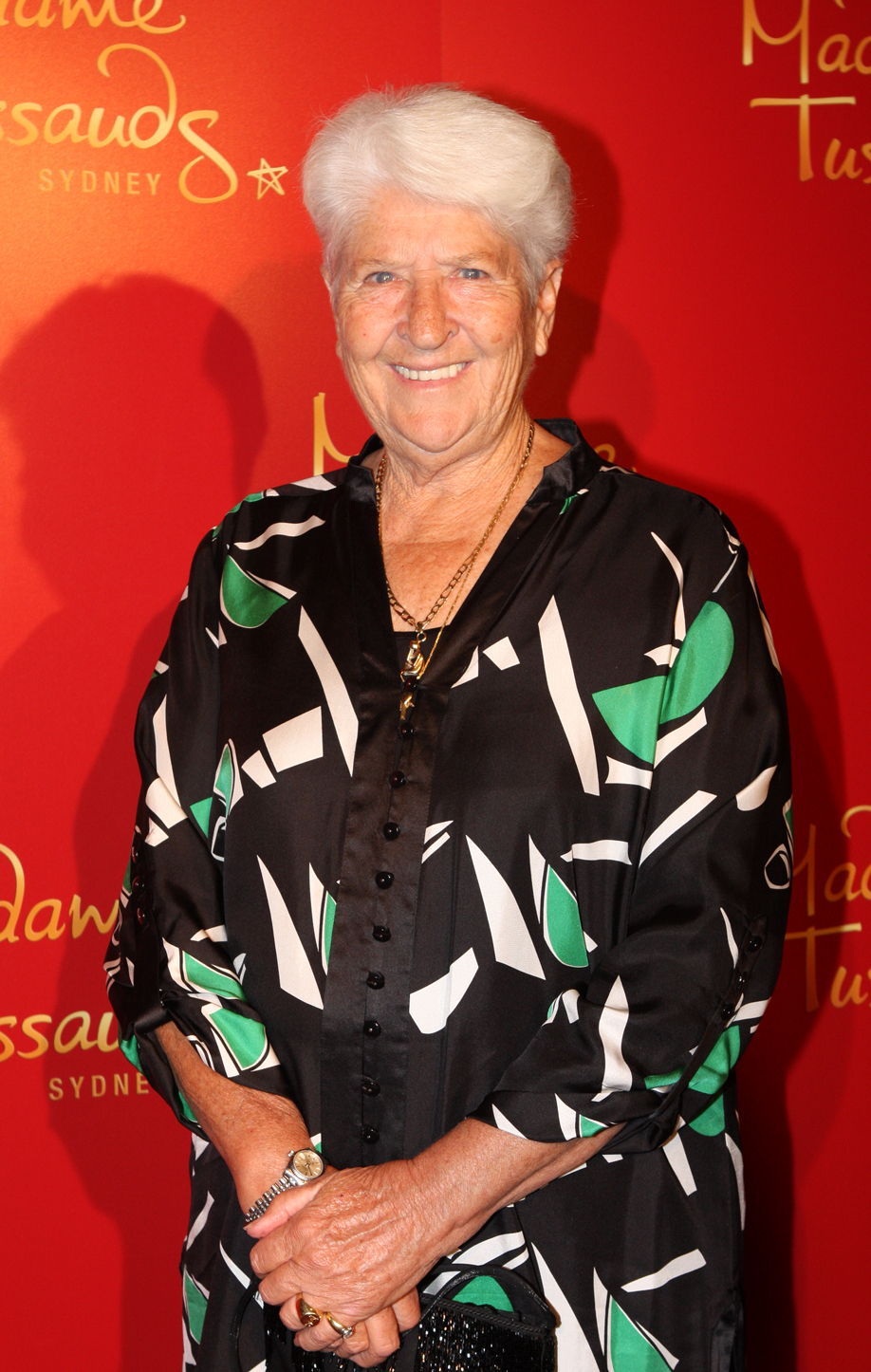
Dawn Fraser (2012)

- Michail Fradkov (1950), Russisch politicus (o.a. premier)
- Fons Fraeters (1936-2009), Vlaams taalkundige
- Denis Fraeyman (1958-2022), Belgisch voetballer en voetbalbestuurder
- Marit Malm Frafjord (1985), Noors handbalster
- Felipe Fraga (1995), Braziliaans autocoureur
- Igor Fraga (1998), Braziliaans autocoureur en esporter
- Jean-Honoré Fragonard (1732-1806), Frans schilder
- Hind Fraihi (1976), Belgisch journaliste
- Tarik Fraihi (1969), Belgisch politicus, bestuurder en filosoof
- Tracy Fraim, Amerikaans acteur, schrijver en filmregisseur
- James Frain (1968), Brits acteur
- Fred Frame (1894-1962), Amerikaans autocoureur
- Janet Frame (1924-2004), Nieuw-Zeelands schrijfster
- Peter Frampton (1950), Engels muzikant
- Felipe França (1987), Braziliaans zwemmer
- Rina Franchetti (1907-2010), Italiaans actrice
- Gregory Franchi (1982), Belgisch autocoureur
- Aisling Franciosi (1993), Iers actrice
- Anne Francis (1930-2011), Amerikaans actrice
- Black Francis (1965), Amerikaans musicus
- Connie Francis (1937-2025), Amerikaans zangeres
- Dick Francis (1920-2010), Brits jockey en auteur
- Ernie Francis jr. (1998), Amerikaans autocoureur
- Genie Francis (1962), Amerikaans actrice
- Javon Francis (1994), Jamaicaans atleet
- José Pérez Francés (1936-2021), Spaans wielrenner
- Kay Francis (1905-1968), Amerikaans actrice
- Missy Francis (1972), Amerikaans actrice
- Phyllis Francis (1992), Amerikaans atlete
- Raymond Francis (1911-1987), Engels acteur
- Sage Francis (1977), Amerikaans hiphopartiest
- Sam Francis (1923-1994), Amerikaans schilder
- Trevor Francis (1954-2023), Engels voetballer en voetbalcoach
- Carlos Francisco (1912-1969), Filipijns kunstenaar
- Lazaro Francisco (1898-1980), Filipijns auteur
- Franciscus (1936-2025), Argentijns paus (2013-2025)
- Franciscus van Assisi (1182-1226), Italiaans heilige
- Petrus Francius (1645-1704), Nederlands hoogleraar in de retorica
- César Franck (1822-1890), Belgisch-Frans componist
- James Franck (1882-1964), Duits-Amerikaans natuurkundige en Nobelprijswinnaar
- Louis Franck (1868-1937), Belgisch jurist en staatsman
- Martine Franck (1938-2012), Belgisch fotografe
- Aegidius Francken (1676-1743), Nederlands predikant
- Alfons Francken (1882-1958), Belgisch architect
- Ambrosius Francken (1544 of 1545-1618), Zuid-Nederlands kunstschilder
- Ambrosius Francken (ca. 1590-1632), Zuid-Nederlands kunstschilder
- Cornelis Johannes Wijnaendts Francken (1863-1944), Nederlands filosoof en schrijver
- Frank Francken (1964), Belgisch wielrenner
- Frans Francken (ca. 1542-1616), Zuid-Nederlands kunstschilder
- Frans Francken (1581-1642), Zuid-Nederlands kunstschilder
- Frans Francken (1607-1667), Zuid-Nederlands kunstschilder
- Fritz Francken (1893-1969), Belgisch schrijver; pseudoniem van Frederik Edward Clijmans
- Hans Francken (1972), Belgisch muziekproducent
- Hiëronymus Francken (ca. 1540-1610), Zuid-Nederlands kunstschilder
- Hiëronymus Francken (1578-1623), Zuid-Nederlands kunstschilder
- Isabella Francken (?), Zuid-Nederlands kunstschilderes
- Mannes Francken (1888-1948), Nederlands voetballer
- Theo Francken (1978), Belgisch politicus
- Vicky Francken (1989), Nederlands dichter
- Welmoet Wijnaendts Francken-Dyserinck (1876-1956), Nederlands journaliste en feministe
- Don Francks (1932-2016), Canadees acteur, muzikant en kunstenaar
- Franco (1892-1975), Spaans generaal en dictator
- Andrés Franco (1925-2008), Filipijns atleet
- Itamar Franco (1930-2011), Braziliaans politicus
- James Franco (1978), Amerikaans acteur
- Leryn Franco (1982), Paraguayaans atlete
- Marcolino Franco (1959-2024), Curaçaos politicus
- Ramón Franco (1963), Puerto Ricaans/Amerikaans acteur
- Albert François (1879-1946), Belgisch advocaat, verzetsstrijder en politicus
- Charles François (1922), Belgisch schrijver en systeemwetenschapper
- Clara François (1989), Belgisch roeister
- Claude François (1939-1978), Frans zanger
- Curt von François (1852-1931), Duits militair en ontdekkingsreiziger
- Déborah François (1987), Belgisch actrice
- Émile François (1859-1908), Belgisch advocaat en politicus
- Emmanuel François (1784-1839), Belgisch advocaat en politicus
- Frédéric François (1932-2017), Belgisch journalist en politicus
- Frédéric François (1950), Belgisch zanger; pseudoniem van Francesco Barracato
- Gert François (1960), Belgisch slagwerker
- Guy François (1957), Belgisch voetballer
- Hermann von François (1856-1933), Duits militair
- Jacqueline François (1922-2009), Frans zangeres; pseudoniem van Jacqueline Guillemautot
- Jean Pierre Adrien François (1889-1978), Nederlands jurist
- Jef François (1901-1996), Belgisch politicus en Vlaams activist
- Joannes Henri François (1884-1948), Nederlands schrijver en homo-activist
- Jules François (1907-1984), Belgisch arts en hoogleraar
- Jurgen François (1985), Frans wielrenner
- Luc François (1951), Belgisch historicus en hoogleraar
- Paul François (1902-1982), Belgisch politicus
- Paul François (1907-1991), Belgisch geestelijke, dirigent en muziekpedagoog
- Pierre François (1956), Belgisch advocaat en voetbalbestuurder
- Sandrine François (1980), Frans zangeres
- Françoise van Luxemburg-Ligny (-1566), Frans gravin
- Philippe Francq (1961), Belgisch striptekenaar
- Ivan Franjić (1987), Australisch-Kroatisch voetballer
- Anne Frank (1929-1945), Joods-Duits-Nederlands dagboekschrijfster
- August Franz Frank (1898-1984), Duits SS-Obergruppenführer
- Bernhard Frank (1913-2011), Duits SS-Obersturmbannführer
- Bruno Frank (1887-1945), Duits schrijver en dichter
- Christopher Frank (1942-1993), Frans schrijver, scenarist en filmregisseur
- Clint Frank (1915-1992), Amerikaans Americanfootballspeler
- Felix Frank (1876-1957), Oostenrijks politicus en diplomaat
- Edith Frank (1900-1945), Joods-Duits-Nederlands moeder van Anne Frank
- Gert Frank (1956), Deens wielrenner
- Hannah Frank (1908-2008), Schots kunstenares en beeldhouwster
- Hans Frank (1900-1946), Duits nazipoliticus
- Horst Frank (1929-1999), Duits acteur, hoorspel- en synchroonspreker
- Ilja Frank (1908-1990), Russisch natuurkundige en Nobelprijswinnaar
- Jerome Frank (1889-1957), Amerikaanse filosoof
- Joachim Frank (1940), Duits-Amerikaans biofysicus
- Josef Frank (1885-1967), Oostenrijks-Zweeds architect en designer
- Josef Frank (1909-1952), Tsjecho-Slowaaks politicus en vakbondsleider
- Karl Hermann Frank (1898-1946), Tsjechisch politicus
- Kerstin Frank (1988), Oostenrijks kunstschaatsster
- Kim Frank (1982), Duits zanger en acteur
- Louis Frank (1864-1917), Belgisch advocaat
- Luc Frank (1972), Belgisch politicus
- Lucien Frank (1857-1920), Belgisch kunstschilder
- Margot Frank (1927-1945), Joods-Duits-Nederlands zus van Anne Frank
- Marijn Frank (1982), Nederlands presentatrice, documentaire- en televisieprogrammamaakster
- Mathias Frank (1986), Zwitsers wielrenner
- Melvin Frank (1913-1988), Amerikaans scenarioschrijver
- Niklas Frank (1939), Duits journalist en schrijver
- Nino Frank (1904-1988), Frans schrijver en filmcriticus
- Otto Frank (1865-1944), Duits arts en fysioloog
- Otto Frank (1889-1980), Joods-Duits-Nederlands ondernemer en vader van Anne Frank
- Paul Frank (1967), Amerikaans kunstenaar en modeontwerper
- Philip Frank (1910-1943), Nederlands opperrabbijn en oorlogsslachtoffer
- Robert Frank (1924-2019), Amerikaans fotograaf en cineast
- Scott Frank (1960), Amerikaans scenarioschrijver en regisseur
- Shaun Frank (1993), Canadees producer, dj en zanger
- Ulrike Frank (1969), Duits actrice
- Yvonne Frank (1980), Duits hockeyster
- Egon Franke  (1935-2022), Pools schermer
- Herman Franke (1948-2010), Nederlands criminoloog en schrijver
- Joachim Franke (1940-2024), Duits ijshockeyer en ijshockey- en schaatstrainer
- Keith Franke (1954-1988), Amerikaans professioneel worstelaar (Adrian Adonis)
- Werner Franke (1940-2022), Duits bioloog
- Jan Franken Pzn. (1896-1977), Nederlands schilder, tekenaar, illustrator, houtsnijder en boekbandontwerper
- Egbert von Frankenberg und Proschlitz (1909-2000), Oost-Duits politicus
- Harry Frankfurt (1929-2023), Amerikaans filosoof
- Frankétienne (1936), Haïtiaans schrijver, kunstschilder en politicus
- Aretha Franklin (1942), Amerikaans zangeres
- Benjamin Franklin (1706-1790), Amerikaans politicus en wetenschapper
- Missy Franklin (1995), Amerikaans zwemster
- Rosalind Franklin (1920-1958), Brits biochemicus
- Ursula Franklin (1921) Canadees natuurkundige en schrijfster
- Mariana Franko (? - na 1777), vrije zwarte vrouw op Curaçao
- Roelof Frankot (1911-1984), Nederlands kunstschilder en fotograaf
- Michael Franks (1944), Amerikaans musicus en zanger
- Tanya Franks (1967), Brits actrice, filmproducente en scenarioschrijfster
- Ray Franky (1917-2002), Vlaams-Belgisch charmezanger
- André Franquin (1924-1997), Belgisch striptekenaar
- Frans I Rákóczi (1645-1676), Hongaarse aristocraat, vorst van Zevenburgen
- Frans I Stefan (1708-1765), rooms-Duits koning en keizer (1745-1765), hertog van Lotharingen en Bar (1729-1737), groothertog van Toscane (1737-1765)
- Frans I der Beide Siciliën (1777-1830), koning der Beide Siciliën (1825-1830)
- Frans I van Bourbon-Vendôme (1491-1545), graaf van Saint-Pol (1495-1545)
- Frans I van Bretagne (1414-1450), hertog van Bretagne (1442-1450)
- Frans I van Foix (1466-1483), graaf van Foix (1472-1483), koning van Navarra (1479-1483)
- Frans I van Frankrijk (1494-1547), koning van Frankrijk (1515-1547)
- Frans I van Kinschot (1577-1651), Zuid-Nederlands advocaat, tresorier-generaal en kanselier van Brabant
- Frans I van Liechtenstein (1853-1938), vorst van Liechtenstein (1929-1938)
- Frans I van Longueville (1447-1491), graaf van Longueville (1468-1491)
- Frans I van Lotharingen (1517-1545), hertog van (Opper-)Lotharingen (1544-1545)
- Frans I van Nevers (1516-1562), graaf en hertog van Nevers (1521-1562), graaf van Eu (1521-1562) en graaf van Rethel (1553-1562)
- Frans I van Oostenrijk (1768-1835), keizer van Oostenrijk (1804-1835) = keizer Frans II
- Frans I van Saksen-Lauenburg (1510-1581), hertog van Saksen-Lauenburg (1543-1571 & 1573-1581)
- Frans II (1768-1835), rooms-Duits koning en keizer (1792-1806), koning van Hongarije (1792-1835), koning van Bohemen (1792-1835), fegerend aartshertog van Oostenrijk (1792-1835), keizer van Oostenrijk (1804-1835)
- Frans II Jozef van Lotharingen (1689-1715), vorst-abt van het abdijvorstendom Stavelot-Malmedy
- Frans II Rákóczi (1676-1735), vorst van Zevenburgen (1704-1711)
- Frans II Stefan (1708-1765), groothertog van Toscane (1737-1765) = keizer Frans I Stefan
- Frans II der Beide Siciliën (1836-1894), koning der Beide Siciliën (1859-1861)
- Frans II van Bretagne (1435-1488), graaf van Étampes (1438-1477), hertog van Bretagne (1458-1488)
- Frans II van Frankrijk (1544-1560), koning van Frankrijk (1559-1560)
- Frans II van Longueville (1478-1513), graaf van Longueville (1491-1505), hertog van Longueville (1505-1513)
- Frans II van Lotharingen (1572-1632), hertog van Lotharingen (1625)
- Frans II van Nevers (1540-1562), hertog van Nevers (1562), graaf van Rethel (1562)
- Frans II van Saksen-Lauenburg (1547-1619), hertog van Saksen-Lauenburg (1581-1619)
- Frans II van Waldeck-Landau (ca. 1526-1574), Duits graaf
- Frans III Stefan (1708-1765), hertog van Lotharingen en Bar (1729-1737) = keizer Frans I Stefan
- Frans III van Bretagne (1518-1536), hertog van Bretagne (1524-1536)
- Frans III van Longueville (1535-1551), graaf van Neuchâtel (1543-1551), hertog van Longueville (1537-1551)
- Frans IV van Modena (1779-1846), hertog van Modena (1779-1846)
- Frans V van Modena (1819-1875), hertog van Modena (1846-1859)
- Frans van Anjou (1555-1584), hertog van Alençon (1555-1584), hertog van Anjou (1575-1584), heer der Nederlanden (1580-1584)
- Frans van Assisi van Bourbon (1822-1902), koning-gemaal van Spanje (1846-1868)
- Frans van Beieren (1933), Duits edelman
- Frans van Bourbon (1558-1614), prins van Conti
- Frans van Bourbon-Condé (1519-1546), Frans prins, graaf van Edingen
- Frans van Bourbon-Vendôme (1470-1495), graaf van Vendôme (1477-1495), graaf van Saint-Pol (1487-1495)
- Frans van Brunswijk-Lüneburg (1508-1549), hertog van Brunswijk-Lüneburg (1536-1539), hertog van Brunswijk-Gifhorn (1539-1549)
- Frans van Brunswijk-Wolfenbüttel (ca. 1492-1529), bisschop van Minden
- Frans van Longueville (1570-1631), graaf van Saint-Pol (1601-1631)
- Frans van Lorreinen (1708-1765), keizer van het Heilige Roomse Rijk (1745-1765) = keizer Frans I Stefan
- Frans van Merano (1839-1891), Oostenrijks graaf
- Frans van Montmorency (1530-1579), Frans militair en hertog van Montmorency (1567-1579)
- Frans van Montmorency (1628-1695), Frans militair en hertog van Piney-Luxembourg
- Frans van Orléans (1818-1900), Frans prins
- Frans van Pommeren (1577-1620), hertog van Pommeren-Stettin (1618-1620)
- Frans van Saksen-Coburg-Saalfeld (1750-1806), hertog van Saksen-Coburg-Saalfeld (1800-1806)
- Frans van Vendôme (1616-1669), Frans edelman en militair
- Frédéric Frans (1989), Belgisch voetballer
- Kevin Frans (1995), Belgisch voetballer
- Julliard Frans (1987), Nederlands rapper, bekend onder het pseudoniem Hef
- Lenty Frans (1994), Belgisch miss (Miss België 2016)
- Rik Frans (1963), Belgisch politicus
- Frans Alexander van Nassau-Hadamar (1674-1711), vorst van Nassau-Hadamar (1679-1711)
- Frans Anton van Hohenzollern-Haigerloch (1657-1702), graaf van Hohenzollern-Haigerloch (1681-1702)
- Frans Christoffel Anton van Hohenzollern-Haigerloch (1699-1767), graaf van Hohenzollern-Haigerloch (1750-1767)
- Frans de Paula van Bourbon-Sicilië (1827-1892), prins der Beide Siciliën
- Frans Egon van Fürstenberg (1626-1682), Duits geestelijke
- Frans Erdmann van Saksen-Lauenburg (1629-1666), hertog van Saksen-Lauenburg (1665-1666)
- Frans Ferdinand van Oostenrijk-Este (1863-1914), aartshertog van Oostenrijk (1863-1914), aartshertog van Oostenrijk-Este (1875-1914)
- Frans Hugo van Nassau-Siegen (1678-1735), baron van Ronse (1699-1735)
- Frans Hyacinth van Savoye (1632-1638), hertog van Savoye (1637-1638)
- Frans Josef von Thurn und Taxis (1893-1971), Duits edelman
- Frans Jozef I van Liechtenstein (1726-1781), vorst van Liechtenstein (1772-1781)
- Frans Jozef I van Oostenrijk (1830-1916), keizer van Oostenrijk (1848-1916), koning van Hongarije (1848-1916), koning van Bohemen (1848-1916)
- Frans Jozef II van Liechtenstein (1906-1989), vorst van Liechtenstein (1938-1989)
- Frans Jozef in Beieren (1888-1912), hertog in Beieren
- Frans Jozef van Battenberg (1861-1924), prins uit het Huis Battenberg
- Frans Jozef van Bragança (1879-1919), Portugees prins
- Frans Jozef van Guise (1670-1675), hertog van Guise en Joyeuse en prins van Joinville (1671-1675)
- Frans Jozef van Hohenzollern-Emden (1891-1964), Duits prins
- Frans Jozias van Saksen-Coburg-Saalfeld (1697-1764), hertog van Saksen-Saalfeld (1729-1735), hertog van Saksen-Coburg-Saalfeld (1735-1764)
- Frans Karel van Oostenrijk (1802-1878), aartshertog van Oostenrijk (1836-1878)
- Frans Lodewijk van Bourbon-Conti (1664-1709), prins van Conti (1685-1709)
- Frans Lodewijk van Palts-Neuburg (1664-1732), prins-bisschop van Breslau (1683-1732), bisschop van Worms (1694-1732), keurvorst-aartsbisschop van Trier (1716- 1729), keurvorst-aartsbisschop van Mainz (1729-1732)
- Frans Otto van Brunswijk-Lüneburg (1530-1559), hertog van Brunswijk-Lüneburg (1546-1559)
- Frans Salvator van Oostenrijk (1866-1939), aartshertog van Oostenrijk
- Frans Wilhelm van den Bergh-Hohenzollern-Sigmaringen (1704-1737), graaf van den Bergh (1712-1737), heer van Boxmeer (1712-1737), heer van Wisch (1712-1737)
- Frans Willem van Pruisen (1943), Duits prins uit het Huis Hohenzollern
- Frans Xaver van Hohenzollern-Hechingen (1720-1765), Oostenrijks maarschalk, graaf van Hohenzollern-Hechingen
- Frans Xaver van Portugal (1691-1742), Portugees infant
- Frans Xaver van Saksen (1730-1806), graaf van Lausitz
- Ferdinand Fransen (1928-2021), Nederlands ondernemer
- Piet Fransen (1936-2015), Nederlands voetballer
- Remona Fransen (1985), Nederlands atlete
- Theo Fransman (1928-2007), Nederlands politicus en bestuurder
- Huub Franssen (1917-2003), Nederlands politicus
- Porgy Franssen (1957), Nederlands acteur en regisseur
- Alphons Franssen Herderschee (1872-1932), Nederlands ontdekkingsreiziger
- Jan Fransz (1937-2021), Nederlands voetballer
- Adrienne Frantz (1978), Amerikaans actrice
- Mike Frantz (1986), Duits voetballer
- Marie-Louise von Franz (1915-1998), Zwitsers psychologe
- Max Franz (1989), Oostenrijks alpineskiër
- Giep Franzen (1932-2020), Nederlands marketeer en hoogleraar
- Joelle Franzmann (1979), Duits triatlete
- Victor Franzoni (1995), Braziliaans autocoureur
- Dawn Fraser (1937), Australisch zwemster
- Hugh Fraser (1950), Engels acteur
- Kristin Fraser (1980), Amerikaans-Azerbeidzjaans kunstrijdster
- Laura Fraser (1976), Schots actrice
- Neale Fraser (1933-2024), Australisch tennisspeler
- Thomas Fraser-Holmes (1991), Australisch zwemmer
- Shelly-Ann Fraser-Pryce (1986), Jamaicaans sprintster
- Michael Frater (1982), Jamaicaans atleet
- Franco Frattini (1957), Italiaans politicus en EU-commissaris
- Bruno Fratus (1989), Braziliaans zwemmer
- Levy Frauenfelder (2001), Nederlands darter
- Dan Frazer (1921-2011), Amerikaans acteur
- Amy Frazier (1972), Amerikaans tennisster
- Dick Frazier (1918-1995), Amerikaans autocoureur
- Joe Frazier (1944-2011), Amerikaans bokser
- Nelson Frazier Jr. (1971-2014), Amerikaans professioneel worstelaar
- Walt Frazier (1945), Amerikaans basketballer

## Fre

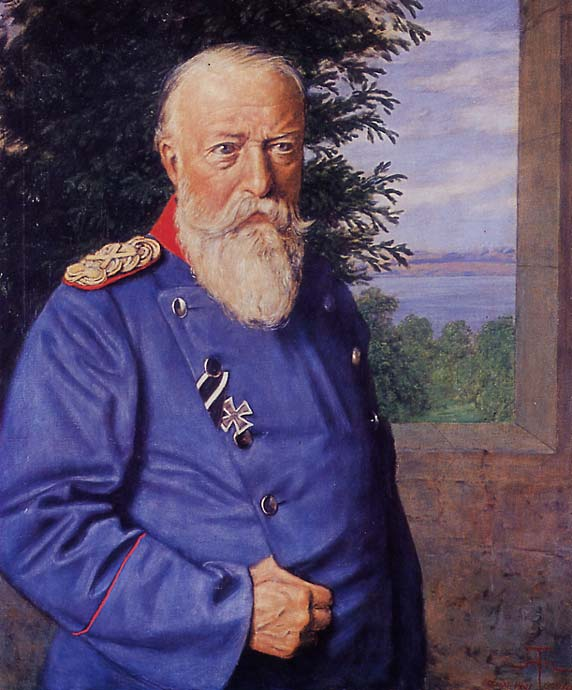
Frederik I van Baden

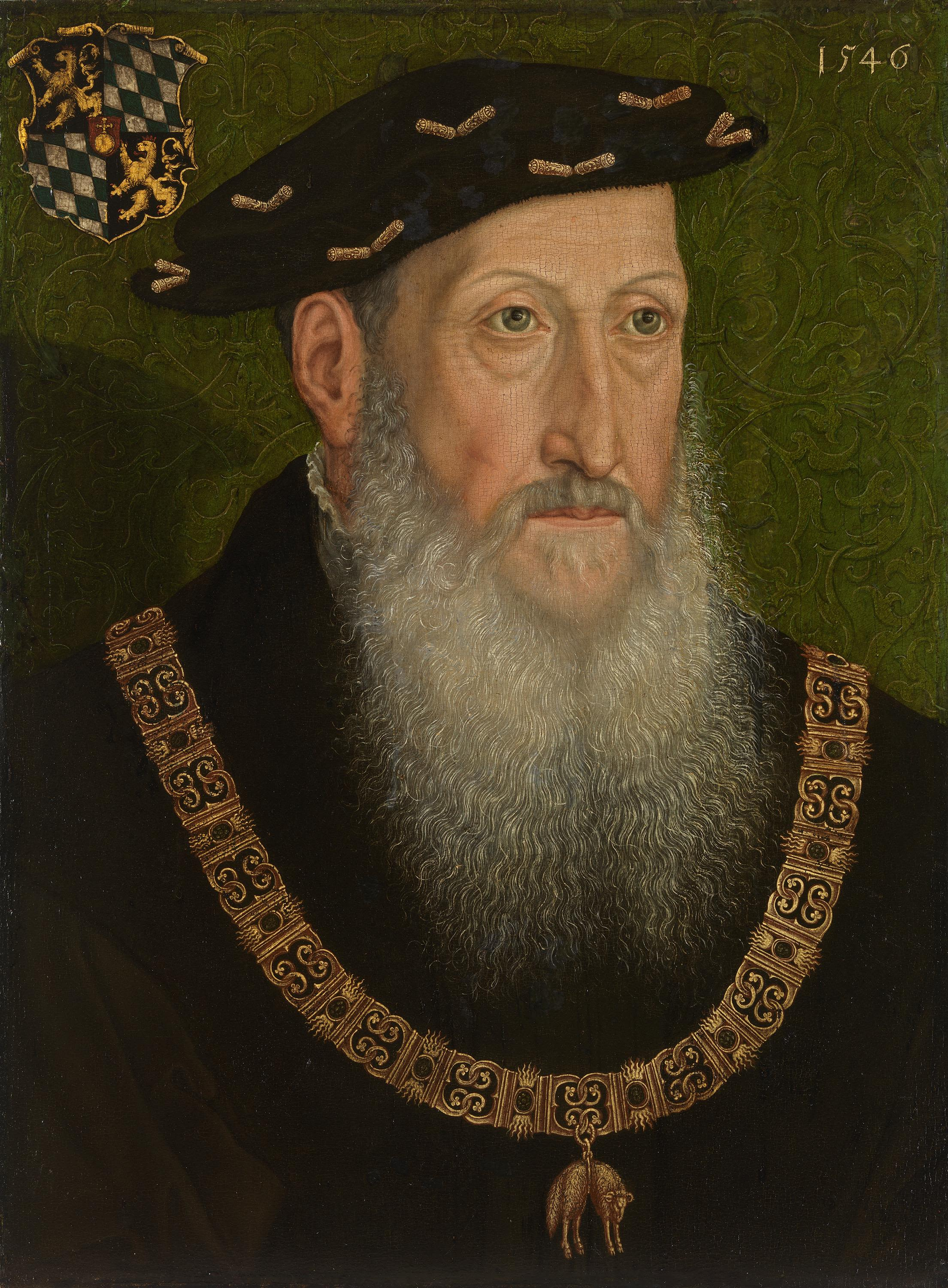
Frederik II van de Palts

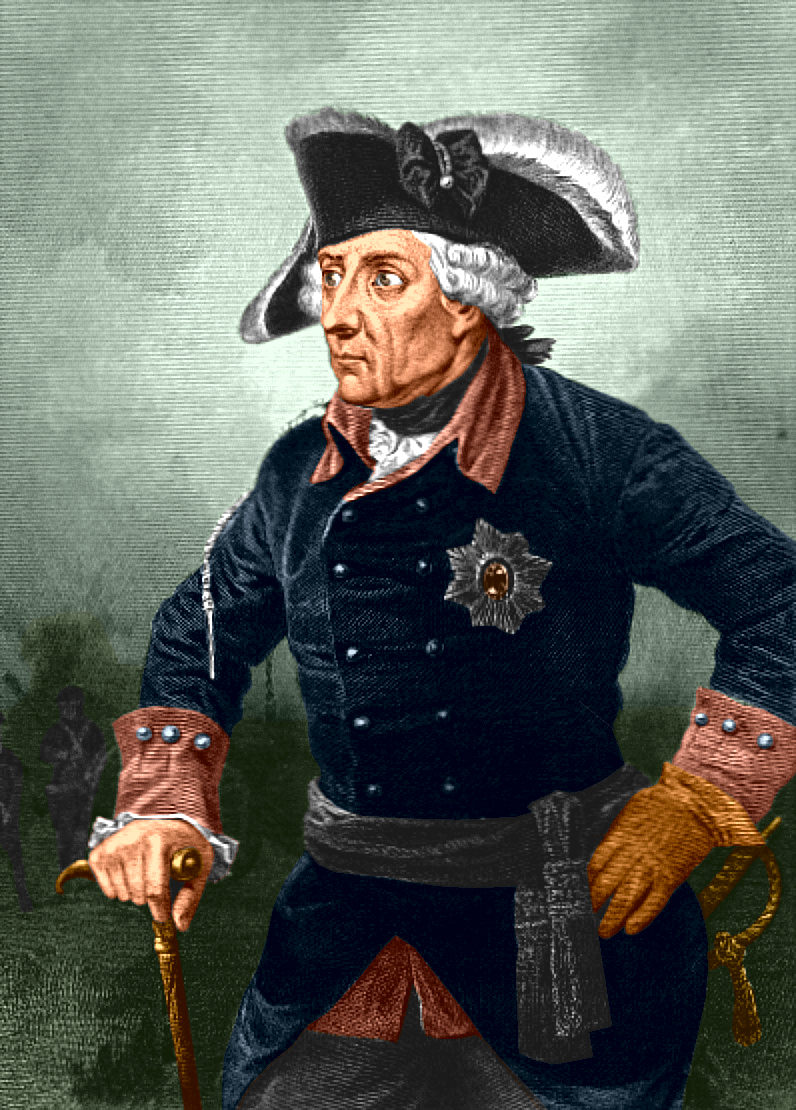
Frederik II van Pruisen

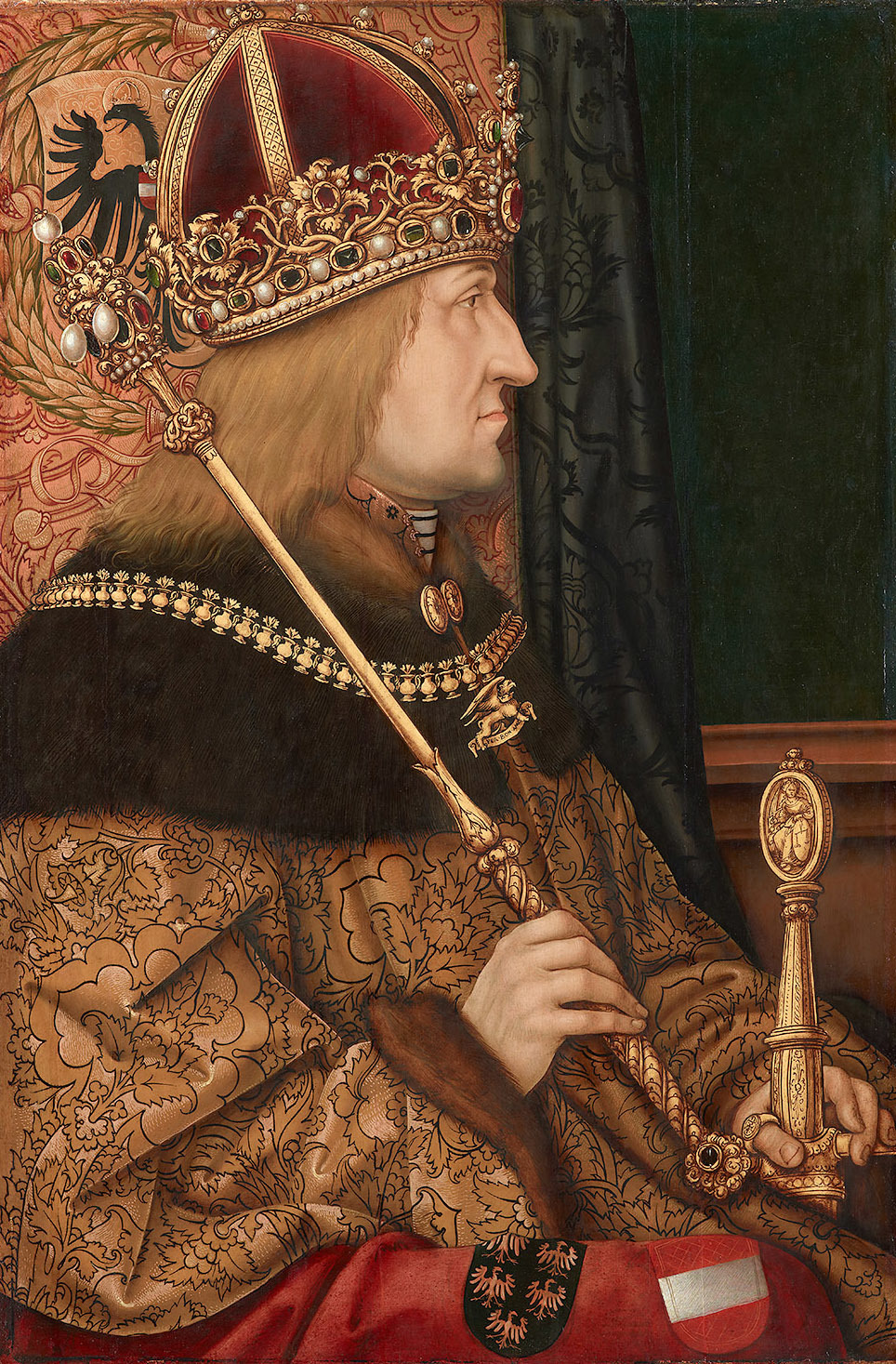
Keizer Frederik III

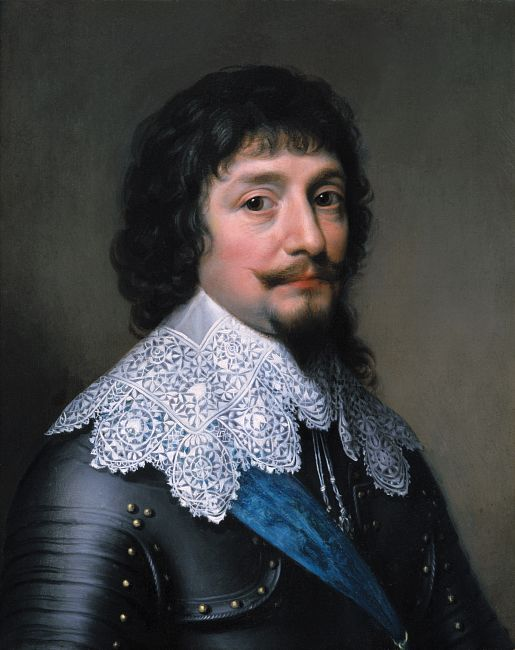
Frederik V van de Palts

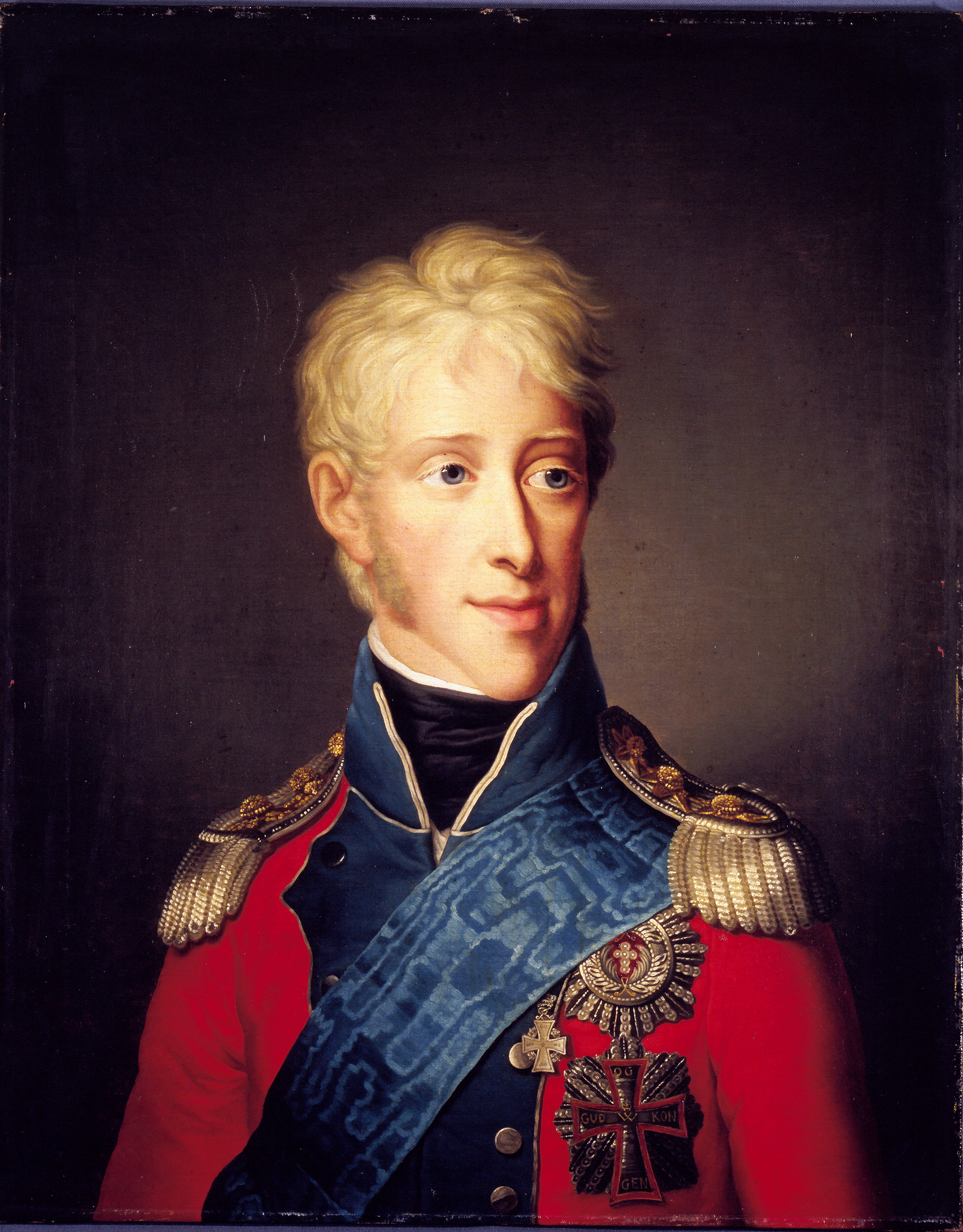
Frederik VI van Denemarken

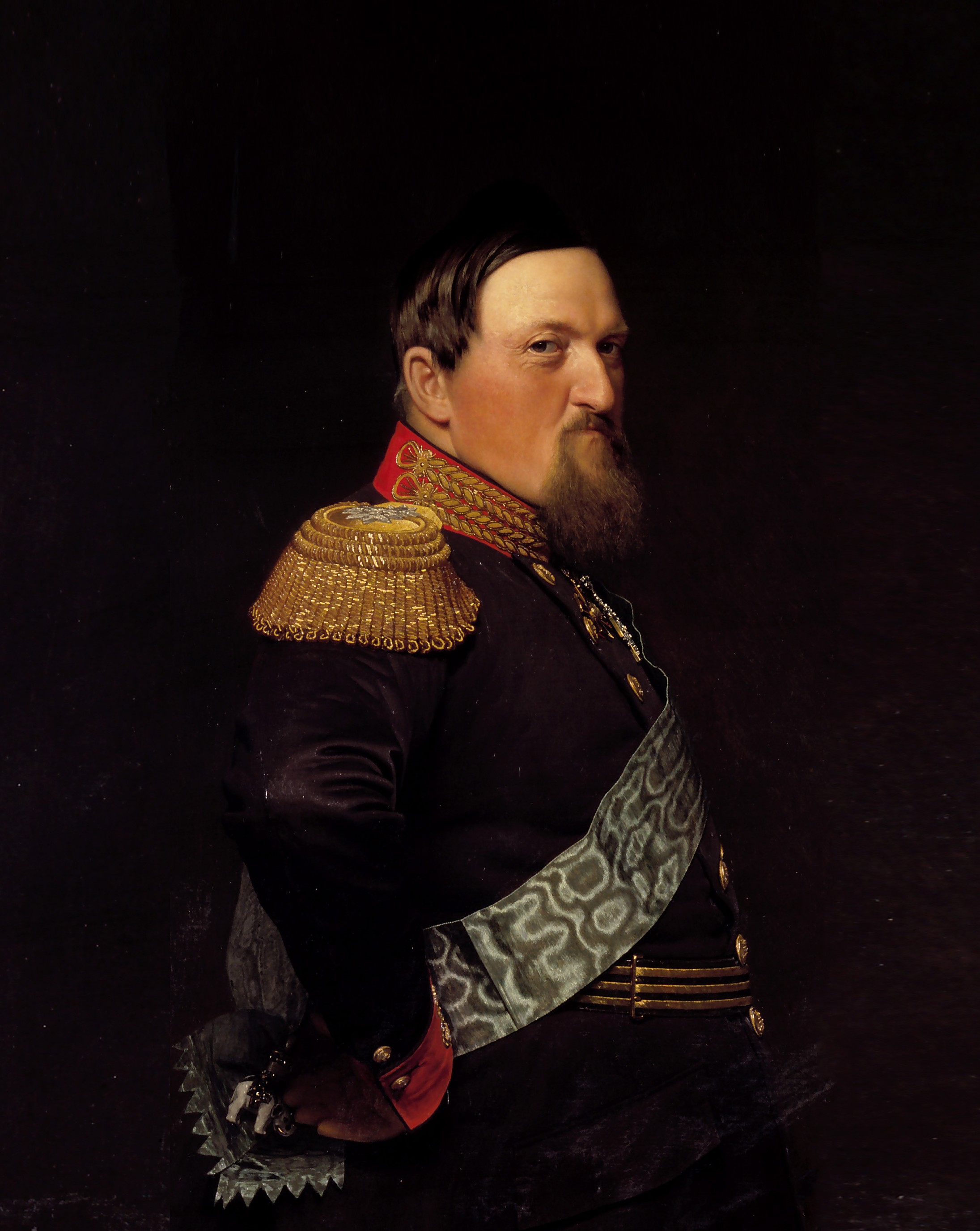
Frederik VII van Denemarken

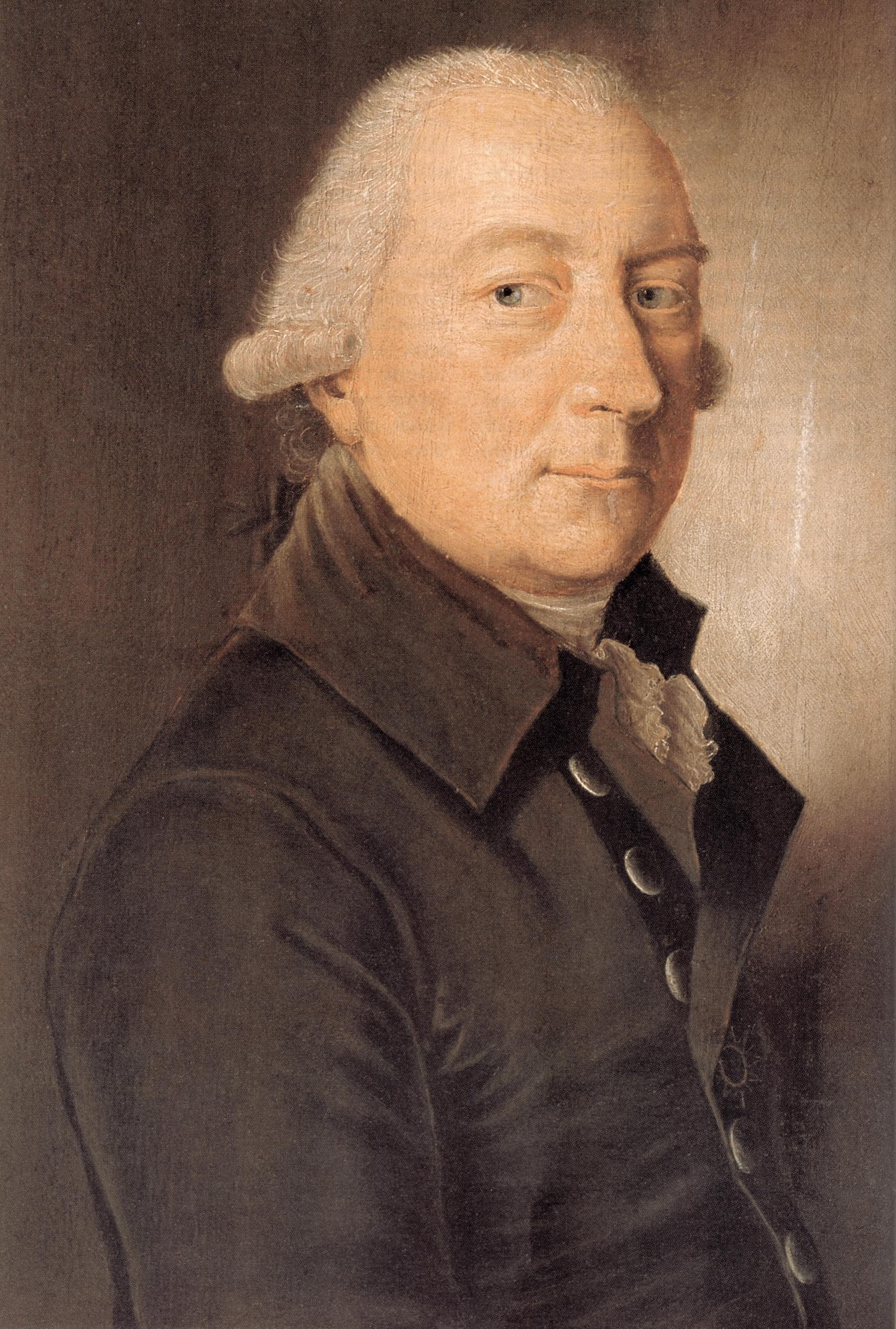
Frederik August van Nassau

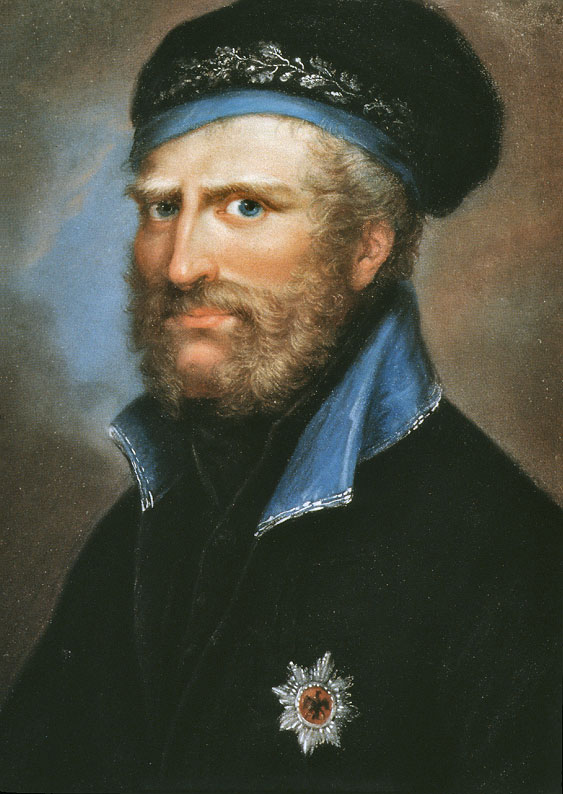
Frederik Willem van Brunswijk-Lüneburg

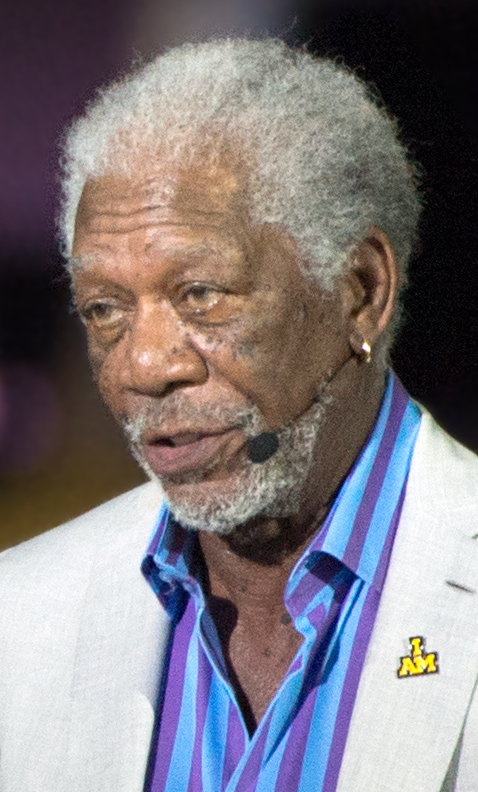
Morgan Freeman

- Peter Frechette (1956), Amerikaans acteur
- Gunnel Fred (1955), Zweeds actrice
- Freddy (Leon Aelter), Belgisch atleet (1890-?)
- Kaylen Frederick (2002), Amerikaans autocoureur
- Frankie Fredericks (1967), Namibisch atleet
- Cesar Fredericq (1817-1887), Belgisch arts en politicus
- Louis Fredericq (1892-1981), Belgisch rechtsgeleerde, hoogleraar, rector en politicus
- Paul Fredericq (1850-1920), Belgisch geschiedkundige, hoogleraar en Vlaams activist
- Frederik I "Barbarossa" (1122-1190), hertog van Zwaben (1147-1152), koning (1152-1190) en keizer (1155-1190) van het Heilige Roomse Rijk
- Frederik I van Anhalt (1831-1904), hertog van Anhalt (1871-1904)
- Frederik I van Baden (1826-1907), groothertog van Baden (1856-1907)
- Frederik I van Baden-Baden (1249-1268), markgraaf van Baden-Baden (1250-1268)
- Frederik I van Brandenburg (1371-1440), keurvorst van Brandenburg (1415-1440)
- Frederik I van Denemarken (1471-1533), koning van Denemarken en Noorwegen (1523-1533)
- Frederik I van Mantua (1441-1484), markgraaf van Mantua (1478-1484)
- Frederik I "de Stoutmoedige" van Meißen (1310-1349), markgraaf van Meißen (1291-1323) en landgraaf van Thüringen (1298-1307)
- Frederik I "de Katholieke" van Oostenrijk (1175-1198), hertog van Oostenrijk (1194-1198)
- Frederik I "de Overwinnaar" van de Palts (1425-1476), keurvorst van de Palts (1425-1451)
- Frederik I van Pruisen (1657-1713), keurvorst Frederik III van Brandenburg (1688-1713) en koning in Pruisen (1701-1713)
- Frederik I "de Strijdbare" van Saksen (1370-1428), markgraaf van Meißen (1381-1428) en keurvorst van Saksen (1423-1428)
- Frederik I van Saksen-Gotha-Altenburg (1646-1691), hertog van Saksen-Gotha-Altenburg (1680-1691)
- Frederik I van Württemberg (1557-1608), hertog van Württemberg (1593-1608)
- Frederik I van Württemberg (1754-1816), hertog van Württemberg (1797-1803), keurvorst van Württemberg (1803-1806), koning van Württemberg (1806-1816)
- Frederik I van Zwaben (1050-1105), hertog van Zwaben (1079-1105)
- Frederik I van Zweden (1676-1751), koning van Zweden (1720-1751) en landgraaf van Hessen-Kassel (1730-1751)
- Frederik II (1194-1250), koning van Sicilië (1197-1250), koning (1212-1250) en keizer (1221-1250) van het Heilige Roomse Rijk
- Frederik II van Anhalt (1856-1918), hertog van Anhalt (1904-1918)
- Frederik II van Baden (1857-1928), groothertog van Baden (1907-1918)
- Frederik II van Baden-Eberstein (?-1333), markgraaf van Baden-Eberstein (1291-1333)
- Frederik II "de IJzeren" van Brandenburg (1413-1471), keurvorst van Brandenburg (1440-1471)
- Frederik II van Denemarken (1534-1588), koning van Denemarken en Noorwegen (1559-1588)
- Frederik II van Mantua (1500-1540), markgraaf (1519-1530) en hertog (1530-1540) van Mantua en markgraaf van Monferrato (1533-1540)
- Frederik II "de Ernstige" van Meißen (1310-1349), markgraaf van Meißen en landgraaf van Thüringen (1323-1349)
- Frederik II "de Strijdbare" van Oostenrijk (1211-1246), hertog van Oostenrijk (1230-1246)
- Frederik II van de Palts (1482-1556), keurvorst van de Palts (1544-1556)
- Frederik II "de Grote" van Pruisen (1712-1786), koning van Pruisen (1740-1786)
- Frederik II "de Zachtmoedige" van Saksen (1412-1464), keurvorst van Saksen (1428-1464) en landgraaf van Thüringen (1440-1445)
- Frederik II van Saksen-Gotha-Altenburg (1676-1732), hertog van Saksen-Gotha-Altenburg (1691-1732)
- Frederik II van Sleeswijk-Holstein-Gottorp (1568-1587), hertog van Sleeswijk-Holstein-Gottorp (1586-1587)
- Frederik II van Württemberg (1754-1816), hertog van Württemberg (1797-1803), daarna als Frederik I keurvorst (1803-1806) en koning (1806-1816) van Württemberg
- Frederik II "de Eenogige" van Zwaben (1090–1147), hertog van Zwaben (1105–1147)
- Frederik III (1415–1493), koning (1440–1493) en keizer (1452–1493) van het Heilige Roomse Rijk
- Frederik III "de Vredelievende" van Baden-Baden (1327-1353), markgraaf van Baden-Baden (1348-1353)
- Frederik III van Brandenburg (1657-1713), keurvorst van Brandenburg (1688-1713), als Frederik I koning in Pruisen (1701-1713)
- Frederik III van Denemarken (1609–1670), koning van Denemarken en Noorwegen (1648–1670)
- Frederik III van Duitsland (1831–1888), Duits keizer en koning van Pruisen (1888)
- Frederik III van Hessen-Homburg (1673-1746), landgraaf van Hessen-Homburg (1708-1746)
- Frederik III "de Strenge" van Meißen (1332-1381), markgraaf van Meißen en landgraaf van Thüringen (1349-1381)
- Frederik III "de Schone" van Oostenrijk (1289-1330), hertog van Oostenrijk en Stiermarken (1306-1330), tegen-koning van het Heilige Roomse Rijk (1314-1330)
- Frederik III "de Vrome" van de Palts (1515-1576), keurvorst van de Palts (1559-1576)
- Frederik III "de Wijze" van Saksen (1463-1525), keurvorst van Saksen (1486-1525)
- Frederik III van Saksen-Gotha-Altenburg (1699-1772), hertog van Saksen-Gotha-Altenburg (1732-1772)
- Frederik III van Sleeswijk-Holstein-Gottorp (1597–1659), hertog van Sleeswijk-Holstein-Gottorp (1616–1659)
- Frederik III van Zwaben (1122-1190), hertog van Zwaben (1147-1152), als Frederik I koning (1152-1190) en keizer (1155-1190) van het Heilige Roomse Rijk
- Frederik IV van Denemarken (1671-1730), koning van Denemarken en Noorwegen (1699–1730)
- Frederik IV van Hessen-Homburg (1724-1751), landgraaf van Hessen-Homburg (1746-1751)
- Frederik IV "de Strijdbare" van Meißen (1370-1428), markgraaf van Meißen (1381-1428) en als Frederik I keurvorst van Saksen (1423-1428)
- Frederik IV "met de Lege Beurs" van Oostenrijk (1382-1439), hertog van Voor-Oostenrijk en graaf van Tirol (1406-1439)
- Frederik IV van de Palts (1574-1610), keurvorst van de Palts (1583-1610)
- Frederik IV van Saksen-Gotha-Altenburg (1774-1825), hertog van Saksen-Gotha-Altenburg (1822-1825)
- Frederik IV van Sleeswijk-Holstein-Gottorp (1671-1702), hertog van Sleeswijk-Holstein-Gottorp (1695-1702)
- Frederik IV "de Eenvoudige" van Thüringen (1384-1440), landgraaf van Thüringen (1406-1440)
- Frederik IV van Zwaben (1145-1167), hertog van Zwaben (1152-1167)
- Frederik V van Baden-Durlach (1594-1659), markgraaf van Baden-Durlach (1622-1659)
- Frederik V van Denemarken (1723-1766), koning van Denemarken en Noorwegen (1746-1766)
- Frederik V van Hessen-Homburg (1748-1820), landgraaf van Hessen-Homburg (1751-1820)
- Frederik V van de Palts (1596-1632), keurvorst van de Palts (1610-1620) en koning van Bohemen (1619-1620)
- Frederik V van Zwaben (1164-1170), hertog van Zwaben (1167-1170)
- Frederik VI van Baden-Durlach (1617-1677), markgraaf van Baden-Durlach (1659-1677)
- Frederik VI van Denemarken (1768-1869), koning van Denemarken (1808-1839) en Noorwegen (1808-1814)
- Frederik VI van Zwaben (1167-1191), hertog van Zwaben (1170-1191)
- Frederik VII van Baden-Durlach (1647-1709), markgraaf van Baden-Durlach (1677-1709)
- Frederik VII van Denemarken (1808-1863), koning van Denemarken (1848-1863)
- Frederik VIII van Denemarken (1843-1912), koning van Denemarken (1906-1912)
- Frederik IX van Denemarken (1899-1972), koning van Denemarken (1947-1972)
- Frederik der Nederlanden (1797-1881), prins der Nederlanden
- Frederik der Nederlanden (1836-1846), prins der Nederlanden
- Frederik van Denemarken (1968), kroonprins van Denemarken
- Frederik van Hessen-Eschwege (1617-1655), landgraaf van Hessen-Eschwege (1632-1655)
- Frederik van Nassau-Weilburg (1640-1675), graaf van Nassau-Weilburg (1655-1675)
- Frederik van Oranje-Nassau (1774-1799), Nederlands prins en militair
- Frederik van Utrecht, bisschop van Utrecht (ca. 820-ca. 838)
- Frederik Adolf van Zweden (1750-1803), prins van Zweden
- Frederik August I "de Sterke" van Saksen (1670-1733), keurvorst van Saksen (1694-1733), als August II koning van Polen en grootvorst van Litouwen (1697-1704 en 1709-1733)
- Frederik August I "de Rechtvaardige" van Saksen (1750-1827), als Frederik August III keurvorst van Saksen (1763-1806), daarna koning van Saksen (1806-1827)
- Frederik August II "de Dikke" van Saksen (1696-1763), keurvorst van Saksen (1733-1763), als August III koning van Polen (1733-1763)
- Frederik August II van Saksen (1797-1854), koning van Saksen (1836-1854)
- Frederik August III "de Rechtvaardige" van Saksen (1750-1827), keurvorst van Saksen (1763-1806), daarna als Frederik August I koning van Saksen (1806-1827)
- Frederik August III van Saksen (1865-1932), koning van Saksen (1904-1918)
- Frederik August van Nassau-Usingen (1738-1816), vorst van Nassau-Usingen (1803-1806), hertog van Nassau (1806-1816)
- Frederik August van Oldenburg (1711-1785), prins-bisschop van Lübeck (1750-1785)
- Frederik August van Oldenburg (1852-1931), groothertog van Oldenburg (1900-1918)
- Frederik August van Oldenburg (1936-2017), Duits hertog
- Frederik Christiaan van Saksen (1893-1968), Duits prins
- Frederik Frans I van Mecklenburg-Schwerin (1756-1837), groothertog van Mecklenburg-Schwerin (1815-1837)
- Frederik Frans II van Mecklenburg-Schwerin (1823-1883), groothertog van Mecklenburg-Schwerin (1842-1883)
- Frederik Frans III van Mecklenburg-Schwerin (1851-1897), groothertog van Mecklenburg-Schwerin (1883-1897)
- Frederik Frans IV van Mecklenburg-Schwerin (1882-1945), groothertog van Mecklenburg-Schwerin (1897-1918)
- Frederik Hendrik van Nassau-Siegen (1651-1676), Duits officier in het Staatse leger
- Frederik Hendrik van Oranje (1584-1647), Nederlands staatsman en legeraanvoerder
- Frederik Lodewijk van Nassau-Ottweiler (1651-1728), graaf van Nassau-Ottweiler (1680-1728)
- Frederik Willem I van Hessen-Kassel (1802-1875), keurvorst van Hessen-Kassel (1847-1866)
- Frederik Willem I van Pruisen (1688-1740), koning van Pruisen (1713-1740)
- Frederik Willem II van Nassau-Siegen (1706-1734), vorst van Nassau-Siegen (1722-1734)
- Frederik Willem II van Pruisen (1744-1797), koning van Pruisen (1786-1797)
- Frederik Willem III van Pruisen (1770-1840), koning van Pruisen (1797-1840)
- Frederik Willem IV van Pruisen (1795-1861), koning van Pruisen (1840-1861)
- Frederik Willem van Brandenburg (1620-1688), keurvorst van Brandenburg (1640-1688)
- Frederik Willem van Brunswijk-Lüneburg (1771-1815), hertog van Brunswijk-Lüneburg (1806-1807/1813-1815)
- Frederik Willem van Mecklenburg-Strelitz (1819-1904), groothertog van Mecklenburg-Strelitz (1860-1904)
- Frederik Willem van Nassau-Weilburg (1768-1816), vorst van Nassau-Weilburg (1788-1806), vorst van Nassau (1806-1816)
- Frederik Willem Adolf van Nassau-Siegen (1680-1722), vorst van Nassau-Siegen (1691-1722)
- Frans Christiaan Frederiks (1980), Nederlands rapper, gekend onder het pseudoniem Lange Frans
- Karel Johannes Frederiks (1881-1961), Nederlands topambtenaar
- Erik Fredriksson (1943), Zweeds voormalig voetbalscheidsrechter
- Marianne Fredriksson (1927-2007), Zweeds journaliste en schrijfster
- Marie Fredriksson (1958-2019), Zweeds zangeres
- John Fredrix (1945-2008), Nederlands voetballer
- Duncan Free, (1973), Australisch roeier
- Sam Freed (1948), Amerikaans acteur
- Al Freeman jr. (1934-2012), Amerikaans acteur, filmregisseur en scenarioschrijver
- Cathy Freeman (1973), Australisch atlete
- Kathleen Freeman (1919-2001), Amerikaans actrice
- Michelle Freeman (1969), Jamaicaans atlete
- Morgan Freeman (1937), Amerikaans acteur
- Paul Freeman (1943), Brits acteur
- Trey Freeman (2000), Amerikaans zwemmer
- Yvette Freeman (1957), Amerikaans actrice, filmproducente, filmregisseuse en scenarioschrijfster
- Gottlob Frege (1848-1925), Duits filosoof
- Michael Freilich (1980), Belgisch politicus
- Mārtiņš Freimanis (1977-2011), Lets zanger
- Célestin Freinet (1896-1966), Frans pedagoog
- Nelson Freire (1944-2021), Braziliaans concertpianist
- Oscar Freire (1976), Spaans wielrenner
- Roland Freisler (1893-1945), Duits nazirechter
- Richard Freitag (1991), Duits schansspringer
- Robert Freitag (1916-2010), Oostenrijks acteur
- Miguel Freitas (1984), Portugees autocoureur
- Nelson Freitas (1975), Nederlands zanger
- James French (1992), Amerikaans autocoureur
- Leonard French (1928-2017), Australisch schilder en glaskunstenaar
- Marilyn French (1929-2009), Amerikaans schrijfster en feministe
- Michael Bryan French, Amerikaans acteur
- Peter Frenette (1992), Amerikaans schansspringer
- Mirella Freni (1935), Italiaans sopraan
- Jacques Anton Charles Frenken (1929-2022), Nederlandse kunstenaar
- Gregor Frenkel Frank (1929-2011), Nederlands acteur, presentator en tekstschrijver
- Bertha Frensel Wegener-Koopman (1874-1953), Nederlands componiste
- Eric Frenzel (1988), Duits noordse combinatieskiër
- Franck Fréon (1962), Frans autocoureur
- Willibrord Frequin (1941-2022), Nederlands journalist
- Albert Frère (1926-2018), Belgisch zakenman
- Jules Frère (1881-1937), Belgisch dichter, schrijver en folklorist
- Philip Freriks (1944), Nederlands journalist, nieuwslezer en televisiepresentator
- Clement Freud (1924-2009), Engels-Duits tv-persoonlijkheid, schrijver, politicus en keukenchef
- Lucian Freud (1922-2011), Duits-Brits kunstenaar
- Sigmund Freud (1856-1939), Oostenrijks psychiater
- Severin Freund (1988), Duits schansspringer
- Gisèle Freund (1908-2000), Frans fotograaf en kunsthistorica
- James Frey (1969), Amerikaans schrijver
- Rahel Frey (1986), Zwitsers autocoureur
- Roland Freymond (1953), Zwitsers motorcoureur
- Gustav Freytag (1816-1895), Duits schrijver en journalist
- Heinrich Hermann Freytag (1759-1811), Duits orgelbouwer

## Fri

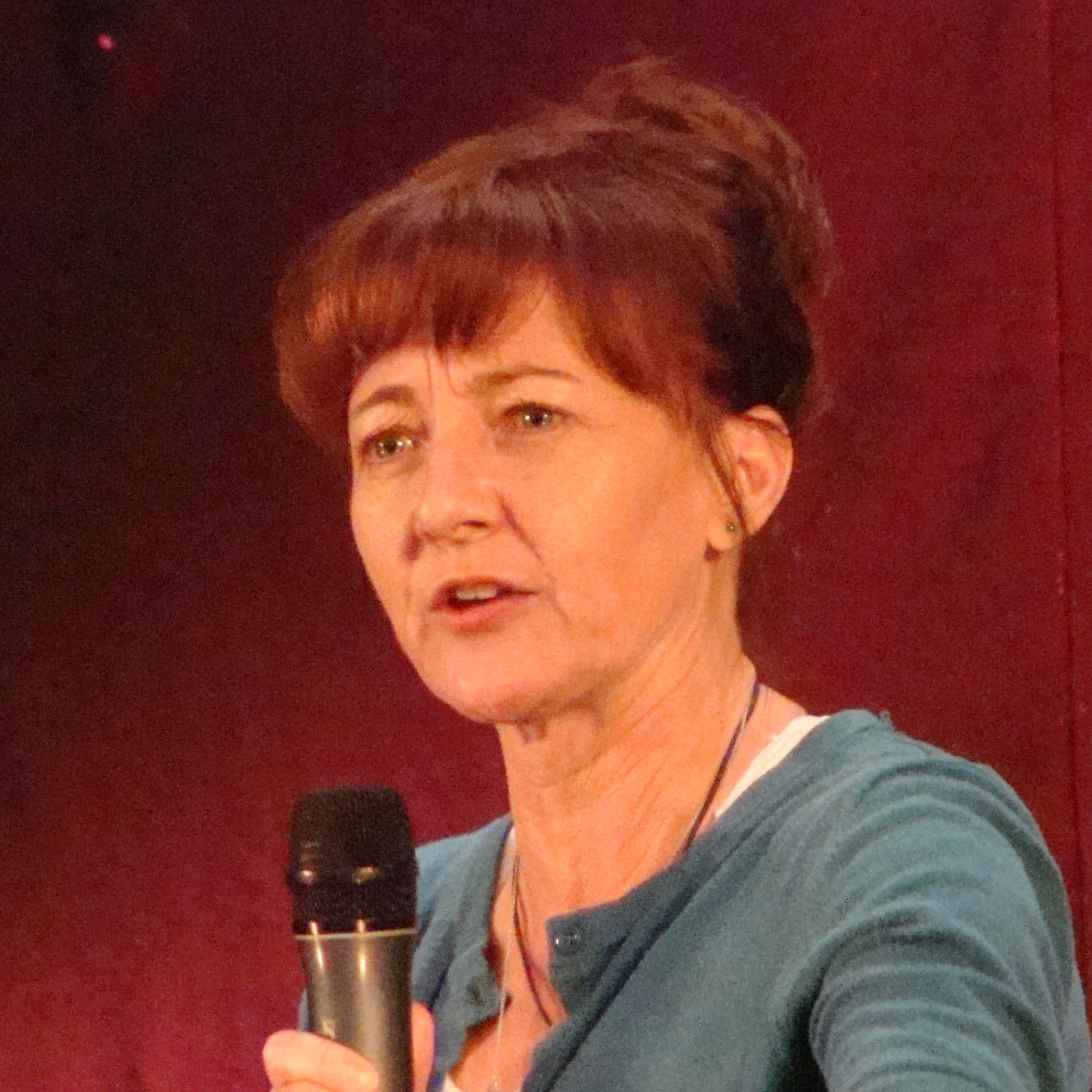
Bonita Friedericy, 2010

- Benoît Friart (1951), Belgisch politicus
- Arnold Friberg (1913-2010), Amerikaans kunstschilder
- Wilhelm Frick (1877-1946), Duits nazipoliticus
- Roman Fricke (1977), Duits atleet
- Louise Fricq (1944), Belgisch atlete
- Schotto van Fridagh (1878-1959), Nederlands burgemeester
- André Fridenbergs (1953), Belgisch atleet
- Lev Fridman (1969), Russisch autocoureur
- Maya Fridman (1989), Russisch muzikante
- Hans Friedeman (1937-1996), Nederlands journalist
- Tanja Frieden (1976), Zwitsers snowboardster
- Bonita Friedericy (1961), Amerikaans actrice
- Han Friedericy (1900-1962), Nederlands ambtenaar en schrijver
- William Friedkin (1935-2023), Amerikaans filmregisseur
- Lee Friedlander (1934), Amerikaans fotograaf en kunstenaar
- Margot Friedländer (1921-2025), Duits Holocaustoverlevende
- Herbert Friedman (1916-2000), Amerikaans astrofysicus
- Jerome Friedman (1930), Amerikaans natuurkundige en Nobelprijswinnaar
- Milton Friedman (1912-2006), Amerikaans econoom
- Peter Friedman (1949), Amerikaans acteur
- Richard Friedman (1944-2024), Amerikaans zanger, schrijver en politicus
- Aleksandr Friedmann (1888-1925), Russisch wiskundige en astronoom
- Birgit Friedmann (1960), Duits atlete
- Friedrich (1865-1946), Duits prins van Waldeck-Pyrmont (1893-1918)
- Elias Magnus Fries (1794-1878), Zweeds mycoloog (schimmel- en zwammendeskundige)
- Hermann Friese (1880 of 1882-1942), Duits-Braziliaans voetballer en atleet
- Anni Friesinger (1977), Duits schaatsster
- Lotte Friis (1988), Deens zwemster
- Nelly Frijda (1936), Nederlands actrice
- Nico Frijda (1927), Nederlands psycholoog
- Willem Frijhoff (1942), Nederlands historicus
- Frits Frijmersum (1939), Surinaams politicus
- Robin Frijns (1991), Nederlands autocoureur
- Cornelia Frijters (1909-1990), Nederlands begijn
- Jacques Frijters (1947), Nederlands wielrenner
- Dirk Frimout (1941), Belgisch ruimtevaarder
- Ton Frinking (1931-2022), Nederlands politicus
- Johan Frinsel sr. (1927-2021), Nederlands prediker, kinderboekenschrijver, christelijk schrijver en bestuurder
- Robert Fripp (1946), Brits gitarist en componist
- Max Frisch (1911-1991), Zwitsers architect en schrijver
- Otto Frisch (1904-1979), Brits-Oostenrijks natuurkundige
- Friso van Oranje-Nassau van Amsberg (1968-2013), Nederlands prins
- Herman Frison (1961), Belgisch wielrenner en ploegleider
- Toni Frissell (1907-1988), Amerikaans fotografe
- Werner von Fritsch (1880-1939), Duits generaal
- Charles Fritts (1850-1903), Amerikaans uitvinder
- Marvin Fritz (1993), Duits motorcoureur

## Fro
- Gert Fröbe (1913-1988), Duits acteur
- Friedrich Fröbel (1782-1852), Duits opvoedkundige
- Bill Froberg (1957-2020), Amerikaans honkballer en honkbalcoach
- Conny Froboess (1943), Duits zangeres
- Aleksandr Froemkin (1895-1976), Russisch scheikundige
- Natasja Froger (1965), Nederlands tv-presentatrice
- René Froger (1960), Nederlands zanger
- Raymond Froggatt (1941-2023), Brits zanger en songwriter
- Johannes Fröhlinger (1985), Duits wielrenner
- Lars Frölander (1974), Zweeds zwemmer
- Folke Frölén (1908-2002), Zweeds ruiter
- Viktor Frölke (1967), Nederlands schrijver en filosoof
- Paul-Gustave Froment (1815-1865), Frans mechanicus en uitvinder
- Eugène Fromentin (1820-1876), Frans kunstschilder en schrijver
- Erich Fromm (1900-1980), Duits-Amerikaans psycholoog en filosoof
- Paul Frommeyer (1957), Duits atleet
- Friedhelm Frontzeck (1938-2024), Duits voetballer
- Danial Frost (2001), Singaporees autocoureur
- David Frost (1939-2013), Brits journalist
- John Dutton Frost (1912-1993), Brits militair
- Per Chr. Frost (1954-2023), Deens rockmuzikant
- Brenda Froyen (1978-2024), Belgisch auteur, lector en activiste

## Fru
- Chiara Frugoni (1940-2022), Italiaans hoogleraar
- Robert Fruin (1823-1899), Nederlands historicus
- Rob Fruithof  (1951-2023), Nederlands acteur en presentator
- Alexander Frumkin (1895-1976), Russisch scheikundige
- John Frusciante (1970), Amerikaans gitarist

## Fry
- Arthur Fry (1931), Amerikaans uitvinder
- Christopher Fry (1907-2005), Brits toneelschrijver
- Hannah Fry (1984), Engels wiskundige
- Joe Fry (1915-1950), Brits autocoureur
- Jordan Fry (1993), Amerikaans acteur
- Martin Fry (1958), Brits zanger
- Roger Fry (1866-1934), Engels kunstschilder en kunstcriticus
- Shirley Fry (1927-2021), Amerikaans tennisspeelster
- Stephen Fry (1957), Brits komiek en schrijver
- Varian Fry (1907-1967), Amerikaans journalist
- Stefan Fryc (1894-1943), Pools voetballer